# Adur Etxezarreta
Adur Etxezarreta Rezola (* 27. Januar 1996 in Donostia-San Sebastián) ist ein spanischer Skirennläufer, der auf die Abfahrt, den Super-G und die Alpine Kombination spezialisiert ist.

## Karriere
Am 3. März 2013 fuhr Etxezarreta sein erstes FIS-Rennen, ein Riesentorlauf, bei dem er den 14. Platz belegte. Er bestritt im Frühjahr 2013 noch fünf weitere FIS-Rennen, darunter auch zwei Slalombewerbe Bei den Spanischen Meisterschaften 2014, die in Sierra Nevada ausgetragen wurden, im Super-G Zweiter hinter Paul de La Cuesta. Im März 2016 gewann er sein erstes FIS-Rennen, einen Super-G in Espot. Seinen ersten internationalen Auftritt hatte er bei den Alpinen Ski-Juniorenweltmeisterschaften 2017 im schwedischen Åre, dort belegte er den 32. Platz in der Abfahrt sowie den 51. Platz in der Kombination. Im Super-G schied er aus.
Am 21. Dezember 2017 startete Etxezarreta erstmals bei einem Europacuprennen, dem Super-G auf der Reiteralm, schied jedoch aus. In die Punkteränge kam er im Europacup erstmals in der Abfahrt in Sarntal am 29. Januar 2019 mit dem 27. Platz. Bei den Spanischen Meisterschaften 2019 in Baqueira-Beret wurde Etxezarreta erstmals Spanischer Meister in der Abfahrt, im Super-G wurde er Dritter. Zudem erreichte er Platz 6 im Super-G bei der Winter-Universiade 2019. Am 30. November 2019 gab Etxezarreta im kanadischen Lake Louise beim dortigen Abfahrtslauf sein Weltcupdebüt, er erreichte 59. Platz. Sein erstes Top-Ten-Ergebnis im Europacup fixierte er mit dem siebten Platz bei der Abfahrt in Kvitfjell. Im Nor-Am Cup 2019/20 belegte er am 11. und 12. Dezember 2019 in Lake Louise jeweils den siebten Platz bei den beiden dort ausgetragenen Abfahrten.
In der Saison 2020/21 erreichte Etxezarreta im Europacup zwei Top-Ten-Plätze, beide in der Abfahrt. Am 18. Januar 2021 kam er mit dem 19. Platz im schweizerischen Zinal mit einem 19. Platz erstmals in die Wertung eines Super-Gs. Am 12. April 2021 wurde Etxezarreta bei den Spanischen Meisterschaften in Sierra Nevada im Super-G mit 0,41 Sekunden Rückstand Zweiter hinter Albert Ortega und eine Hundertstelsekunde vor Juan Del Campo. Sein bis dato beste Weltcupergebnis errang er am 19. Dezember 2020 mit Platz 47 auf der Saslong. Im Europacup gelang ihm am 14. Januar 2022 in Tarvis (Italien) mit dem zweiten Platz, ex aequo mit dem Italiener Nicolò Molteni und 15 Hundertstelsekunden hinter dem Schweizer Lars Rösti, erstmals ein Podestplatz.
Bei den Olympischen Winterspielen 2022, die in Peking in der Volksrepublik China ausgetragen wurden, war Etxezarreta als Teilnehmer in der Abfahrt gemeldet. Eine Überraschung gelang ihm beim ersten Training, als er hinter Stefan Rogentin den zweiten Platz belegte. Der Österreicher Vincent Kriechmayr meinte daraufhin in einem Interview, dass Etxezarreta durchaus im Weltcup Fuß fassen könne und es „cool wäre, wenn aus anderen Nationen wieder einmal frisches Blut komme“.
Im Bewerb selbst belegte er zusammen mit Andreas Sander den geteilten 17. Platz von 36 gewerteten Sportler mit 1,43 Sekunden Rückstand auf Beat Feuz. Dies stellt die beste Platzierung eines Spaniers bei einer olympischen Abfahrt der Herren dar. Zuvor wurde dieser Rekord von Francisco Fernández Ochoa gehalten, der 1980 den 27. Platz erreicht hatte. Vicente Tomas war der letzte spanische alpine Skisportler in den Top 20 bei Olympischen Spielen – Platz 20 im Slalom bei den Spielen in Lillehammer 1994.

## Erfolge

### Olympische Winterspiele
- Peking 2022: 17. Abfahrt, DNF Super-G

### Weltmeisterschaften
- Åre 2019: 40. Abfahrt, DNF Super-G
- Cortina d’Ampezzo 2021: DNF Abfahrt, DNF Super-G

### Juniorenweltmeisterschaften
- Åre 2017: 32. in der Abfahrt, 51. in der Kombination, DNF1 Super-G

### Europacup
- 6 Platzierungen unter den besten 10, davon ein Podestplatz

### Nor-Am-Cup
- Zwei Platzierungen unter den besten zehn

### Europacup-Wertungen
| Saison  | Gesamt | Gesamt | Abfahrt | Abfahrt | Super-G | Super-G | Kombination | Kombination |
| Saison  | Platz  | Punkte | Platz   | Punkte  | Platz   | Punkte  | Platz       | Punkte      |
| ------- | ------ | ------ | ------- | ------- | ------- | ------- | ----------- | ----------- |
| 2018/19 | 202.   | 4      | 60.     | 4       | –       | –       | –           | –           |
| 2019/20 | 94.    | 80     | 18.     | 80      | –       | –       | –           | –           |
| 2020/21 | 81.    | 88     | 22.     | 76      | 58.     | 12      | –           | –           |

### Nor-Am-Cup-Wertungen
| Saison  | Gesamt | Gesamt | Abfahrt | Abfahrt | Super-G | Super-G | Kombination | Kombination |
| Saison  | Platz  | Punkte | Platz   | Punkte  | Platz   | Punkte  | Platz       | Punkte      |
| ------- | ------ | ------ | ------- | ------- | ------- | ------- | ----------- | ----------- |
| 2019/20 | 58.    | 72     | 7.      | 72      | –       | –       | –           | –           |

### Weitere Erfolge
- Spanischer Meister (2019, Abfahrt)
- Spanischer Vizemeister (2014, Super-G / 2021, Super-G)
- Dritter bei den Spanischen Meisterschaften (2019, Super-G)
- 4 Siege bei FIS-Rennen